# Noodling

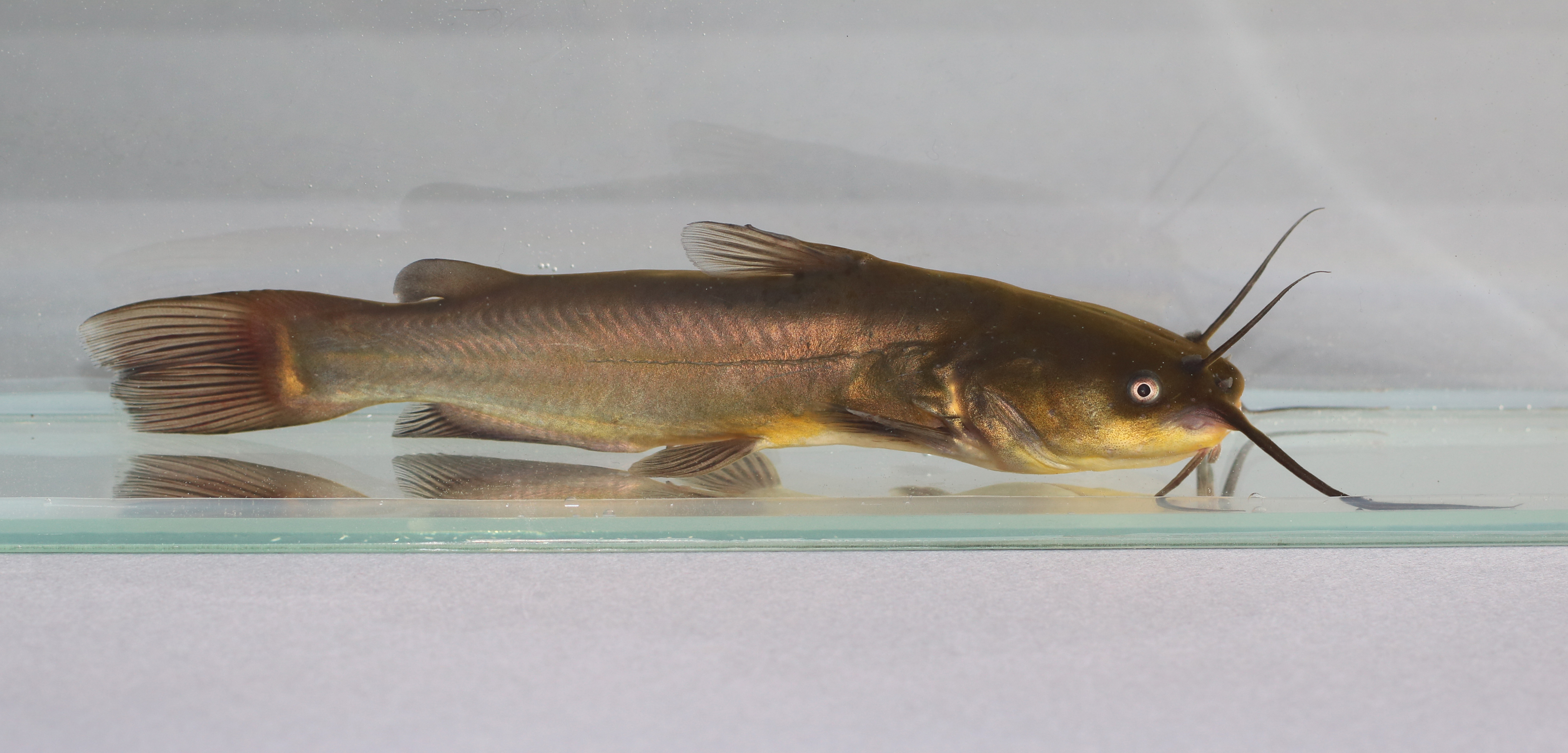
Schwarzer Zwergwels (Ameiurus melas)

Noodling ist eine vor allem in den Südstaaten und dem Mittleren Westen der Vereinigten Staaten verbreitete und auch als Sport betriebene Technik des Fischfangs, bei der vornehmlich Fische aus der Familie der Katzenwelse mit bloßen Händen gefangen werden.
Noodling ist der gebräuchlichste Ausdruck für diese Art des Fischens, es gibt jedoch zahlreiche abweichende regionale Bezeichnungen, darunter grabbing, grabbling, hogging, snatching und tickling.

## Technik
Die archaische Technik des Noodling ist der benthalen Lebensweise des Beutefischs geschuldet. Katzenwelse halten sich meist in selbstgegrabenen Höhlen am Grund trüber Gewässer auf, auch oft verborgen im Schlamm oder unter Totholz. Der Noodler sucht daher im gebückten Gang, in tieferem Wasser auch tauchend, den Gewässergrund nach Löchern ab. Seine Hände dienen dabei als Köder, an dem sich der Wels festbeißen soll. Hat ein Wels also eine Hand mit Beute verwechselt, begibt sich der erfolgreiche Noodler an die Wasseroberfläche und versucht nach Kräften, den Fisch von seinem Arm zu lösen, was sich häufig als schwierige und auch schmerzhafte Prozedur erweist.
Das Noodling ist aus verschiedenen Gründen ein recht gefährliches Unterfangen. Zum einen erreichen manche Exemplare, etwa des Blauen Katzenwelses, ein Gewicht von mehr als 20 Kilogramm, so dass der Taucher eine enorme Kraft aufbringen muss, um den Fisch zu bergen – es besteht Ertrinkungsgefahr. Da sich Kleidung an Hindernissen verfangen könnte, fischen Noodler meist nur mit Shorts bekleidet.
Eine wohl noch größere Gefahr stellen andere Bewohner des Seegrunds dar, insbesondere Schlangen und Schildkröten. Gefürchtet sind unter Noodlern vor allem Alligatorschildkröten, deren Bisskraft durchaus ausreicht, eine menschliche Hand zu durchtrennen. Auch Biber, die sich in verlassenen Welsbauten eingenistet haben, stellen eine Gefahr dar.

## Noodling als Sport
In das Blickfeld einer breiteren Öffentlichkeit geriet das Noodling 1989, als David Letterman in seiner Late Show den aus Oklahoma stammenden Jerry Rider vor laufender Kamera noodeln ließ. Für einige Zeit wurde Rider das Gesicht des Noodlings; zahlreiche Fernseh- und Pressebeiträge widmeten sich seinem Hobby. Viele Noodler kritisierten jedoch, dass ihr Sport verzerrt und im falschen Licht dargestellt würde.
Einen objektiveren Zugang zu der Thematik eröffnete 2001 Bradley Beesleys Dokumentarfilm Okie Noodling, der die Geschichte und Technik des Sports in Oklahoma beleuchtete und auf vielen Sendern des Public Broadcasting Service zu sehen war. Dieser Film wurde auch zum Anstoß für den ersten offiziellen Noodling-Wettstreit, das jährlich ausgetragene Okie Noodling Tournament.
Das Fischen mit der bloßen Hand ist trotz seiner weiten Verbreitung nur in elf Bundesstaaten gesetzlich erlaubt. Im Jahr 2005 wies auch Missouri drei Flussabschnitte für einen Zeitraum von zwei Wochen probeweise zum Noodling aus. In anderen Staaten ist es zwar weit verbreitet, aber zum Teil verboten oder gesetzlich eingeschränkt. So wird in Texas etwa bei Fehlen einer entsprechenden Erlaubnis ein Bußgeld von bis zu 500 US-Dollar fällig.
Noodling wird vor allem von Männern betrieben, die ihre speziellen Fangtechniken üblicherweise ihren Söhnen überliefern. Jedoch sollen sich in jüngster Zeit auch vermehrt Frauen in diese Männerdomäne wagen. In Staffel vier seiner Serie „Flussmonster“ nahm Extremangler und Biologe Jeremy Wade zum ersten und einzigen Mal an einem Noodling-Wettbewerb teil.

## Noodling außerhalb der Vereinigten Staaten
Die Technik des Fischfangs mit bloßen Händen ist auch in anderen Teilen der Welt verbreitet. So gilt das jährlich im nigerianischen Argungu ausgetragene Fischereifestival als größter Noodling-Wettstreit der Welt. Bis zu 5000 Teilnehmer konkurrieren dort um den größten Fang.